# Carien Kleibeuker
Carien Kleibeuker (n. 12 martie 1978, Rotterdam, Țările de Jos) este o sportivă ce a reprezentat Regatul Țărilor de Jos, medaliată olimpică. A participat la 2 ediții ale Jocurilor Olimpice (2006, 2014) în care a câștigat o medalie de bronz.